# Neckarsulm
Neckarsulm é uma cidade da Alemanha, no distrito de Heilbronn, na região administrativa de Estugarda, estado de Baden-Württemberg.
Seu nome advém de dois tributários do rio Reno, o Neckar, e o Sulm. A região é mencionada pela primeira vez em um documento da Abadia de Lorsch de 711 pelo nome villa sulmana, em latim. A região enquanto Gau medieval foi chamada também de Sulmgau durante as décadas de 770 e 780.